# Výklenková kaple (Sobín)
Výklenková kaple v Sobíně v Praze se nachází v parku v ulici Hostivická. Je chráněna jako nemovitá kulturní památka České republiky.

## Historie
Výklenková kaple pochází z roku 1776. Při opravě 1998–1999 byla rozebrána a postavena přibližně o dva metry dále od silnice.

## Popis
Hranolová kaplička stojí na soklu a původně se mírně kónicky zužovala. Je kryta jehlancovou kamennou stříškou, na jejímž vrcholu je kamenná koule se vsazeným železným latinským křížem. Drobná nika v čelní straně má půlkruhový záklenek a je uzavřena okénkem. Uvnitř niky bývala soška Panny Marie.
Při opravě byl původní, mírně kónický tvar nahrazen rostlým kvádrem.